# Gnophos latefasciata
Gnophos latefasciata là một loài bướm đêm trong họ Geometridae.